# Ulrich Meleke
Ulrich Meleke (Abidjan, 24 maggio 1999) è un calciatore ivoriano, difensore dell'Al-Bataeh.

## Carriera
Cresciuto nel SO Armé, nel 2018 approda in Europa firmando con i finlandesi dell'EIF; debutta fra i professionisti il 28 aprile nel match di Ykkönen vinto 1-0 contro il KTP ed il 21 luglio seguente realizza la sua prima rete nel pareggio per 1-1 contro l'HIFK.
Nel 2018 viene prestato all'Hapoel Tel Aviv, ma solo un mese più tardi il trasferimento viene interrotto con il giocatore che passa con la stessa formula all'Hapoel Bnei Lod, nella seconda divisione israeliana.
Il 18 novembre 2019 viene ceduto a titolo definitivo al KPV, dove disputa la stagione 2020 di Ykkönen giocando 20 incontri.
Nel mercato invernale del 2020 si trasferisce in Romania al Voluntari; in breve si ritaglia un ruolo da titolare collezionando 12 presenze in campionato. Il 9 luglio 2021 viene acquistato a titolo definitivo dal CFR Cluj che al termine del calciomercato lo presta al Voluntari per la stagione 2021-2022.

## Statistiche
Statistiche aggiornate al 17 dicembre 2021.

### Presenze e reti nei club
| Stagione        | Squadra         | Campionato      | Campionato | Campionato | Coppe nazionali | Coppe nazionali | Coppe nazionali | Coppe continentali | Coppe continentali | Coppe continentali | Altre coppe | Altre coppe | Altre coppe | Totale | Totale | Totale |
| Stagione        | Squadra         | Comp            | Pres       | Reti       | Comp            | Pres            | Reti            | Comp               | Pres               | Reti               | Comp        | Pres        | Reti        | Pres   | Reti   |        |
| --------------- | --------------- | --------------- | ---------- | ---------- | --------------- | --------------- | --------------- | ------------------ | ------------------ | ------------------ | ----------- | ----------- | ----------- | ------ | ------ | ------ |
| 2018            | EIF             | Y               | 15         | 1          | CF              | 0               | 0               |                    | -                  | -                  |             | -           | -           | 15     | 1      |        |
| ago. 2018       | Hapoel Tel Aviv | LHA             | 0          | 0          | CI+TC           | 0               | 0               |                    | -                  | -                  |             | -           | -           | 0      | 0      |        |
| 2018-2019       | Hapoel Bnei Lod | LL              | 32         | 1          | CI+TC           | 1+0             | 0               |                    | -                  | -                  |             | -           | -           | 33     | 1      |        |
| 2020            | KPV             | Y               | 18         | 0          | CF              | 4               | 0               |                    | -                  | -                  |             | -           | -           | 22     | 0      |        |
| 2020-2021       | Botoșani        | L1              | 12         | 0          | CR              | 0               | 0               |                    | -                  | -                  |             | -           | -           | 12     | 0      |        |
| 2021-2022       | Voluntari       | L1              | 13         | 0          | CR              | 2               | 0               |                    | -                  | -                  |             | -           | -           | 15     | 0      |        |
| Totale carriera | Totale carriera | Totale carriera | 90         | 2          |                 | 7               | 0               |                    | -                  | -                  |             | -           | -           | 97     | 2      |        |